# ريد ديد
ريد ديد (بالإنجليزية: Red Dead)‏ سلسلة ألعاب فيديو حركية مغامراتية
أُصدِرَت بواسطة روكستار سان دييغو وتم نشرها بواسطة روكستار للألعاب. الإصدار الأول من السلسلة بعنوان ريد ديد ريفولفر. أُصِدرَ في الأَصلِ لأجهِزة بلاي ستيشن 2 واكس بوكس في مايو، 2004. اللعبة الثانية من السلسلة هي ريد ديد ريدمبشن أطلقت لجهاز بلاي ستيشن 3 واكس بوكس 360 في مايو، 2010، وتعتبر هذه اللعبة إحدى أعظم ألعاب الفيديو على الإطلاق. أما الإصدار الثالث من السلسلة فهو ريد ديد ريدمبشن 2 والذي أُصدر في عام 2018 لأجهزة بلاي ستيشن 4 وإكس بوكس ون ومايكروسوفت ويندوز وماك

## الالعاب
| عام  | عنوان                            | المطور            | تاريخ الاصدار                                          |
| ---- | -------------------------------- | ----------------- | ------------------------------------------------------ |
| 2004 | ريد ديد ريفولفر                  | روكستار سان دييغو | بلاي ستيشن 2 إكس بوكس (جهاز)                           |
| 2010 | Red Dead Redemption: Gunslingers | روكستار جيمز      | —                                                      |
| 2010 | ريد ديد ريدمبشن                  | روكستار سان دييغو | بلاي ستيشن 3 إكس بوكس 360                              |
| 2010 | ريد ديد ريدمبشن: أنديد نايتمار   | روكستار سان دييغو | بلاي ستيشن 3 إكس بوكس 360                              |
| 2018 | ريد ديد ريدمبشن 2                | روكستار جيمز      | بلاي ستيشن 4 إكس بوكس ون مايكروسوفت ويندوز جوجل ستاديا |
| 2019 | ريد ديد أونلاين                  | روكستار جيمز      | بلاي ستيشن 4 إكس بوكس ون مايكروسوفت ويندوز جوجل ستاديا |
| '    |                                  |                   |                                                        |

### ريد ديد ريدمبشن
ريد ديد ريدمبشن (بالإنجليزية: Red Dead Redemption)‏ هي لعبة فيديو من نوع ويسترن وأكشن-مغامرة، طورت من قبل روكستار سان دييغو ونشرت بواسطة روكستار جيمز في 18 مايو 2010 على بلاي ستيشن 3 وإكس بوكس 360، وهي الجزء الثاني ضمن سلسلة ريد ديد بعد لعبة 2004 ريد ديد ريفولفر [الإنجليزية]. معظم أحداث اللعبة تقع في العام 1911، خلال فترة أنحلال الغرب الأمريكي القديم، تتبع اللعبة جون مارستون، وهو خارج عن القانون سابقاً. زوجته وأبنه يأخذان كرهائن من قبل الحكومة مقابل خدماته كصائد مكافاة. بسبب عدم وجود خيار آخر، ينطلق جون للبحث عن زملائه الثلاثة السابقين في العصابة وجلبهم إلى العدالة.

### ريد ديد ريدمبشن 2
ريد ديد ريدمبشن 2، (بالإنجليزية: Red Dead Redemption 2)‏، هي لعبة فيديو من نوع عالم مفتوح وأكشن–مغامرات من تطوير ونشر روكستار جيمز. اللعبة هي بادئة لسابقتها ريد ديد ريدمبشن (2010) والثالثة ضمن سلسلة ريد ديد. أحداثها تقع في عام 1899 قبل أحداث الجزء الأول ريد ديد ريدمبشن، وتتبع الخارج عن القانون آرثر مورغان، وهو عضو في عصابة داتش فان دير ليند.
صدرت اللعبة على بلاي ستيشن 4 وإكس بوكس ون في 26 أكتوبر 2018 وعلى الحاسب الشخصي في 5 نوفمبر 2019.قامت روکستار جیمز أيضاً بتحديث أقراص رید دید 2 وإصدارها الرقمي للجيل التاسع من وحدات تحکم بلاي ستيشن 5 وسلسلة إكس بوكس سيريس إكس و أس في سنوات 2020 . تلقت اللعبة إشادة كبيرة النقاد، الذين أمتدحوا القصة والعالم المفتوح والمستوى المذهل للتفاصيل، ووصفها العديد منهم بأنها واحدة من أفضل الألعاب على الإطلاق.